# Urjala
Urjala là một đô thị của Phần Lan.

Huy hiệu của Urjala

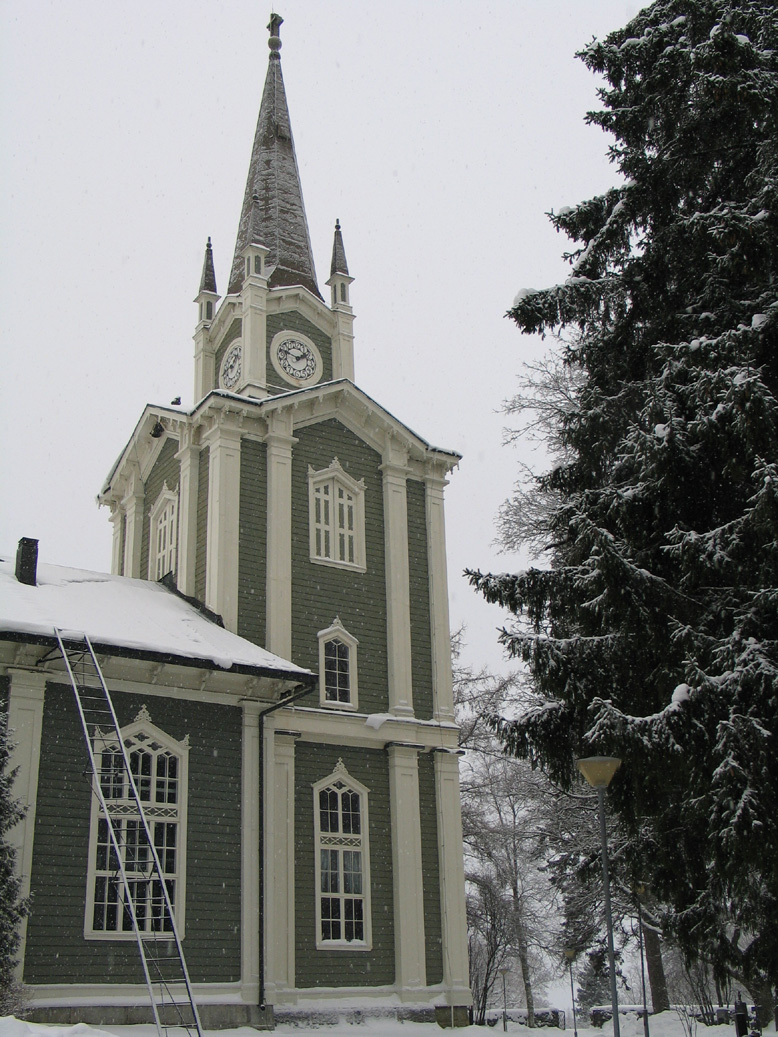
Nhà thờ Urjala

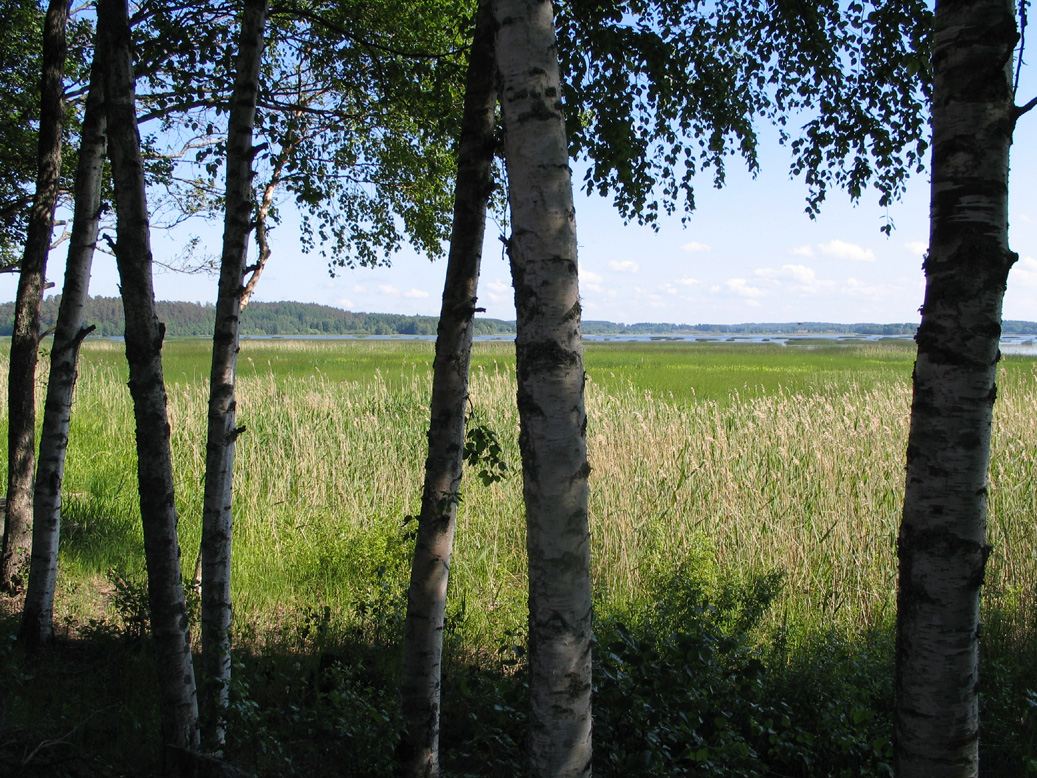
Hồ Kortejärvi ở Urjala

Đô thị này tọa lạc tại tỉnh Tây Phần Lan trong vùng Pirkanmaa. Đô thị này có dân số 5.556 (2003) với diện tích là 504,02 km² trong đó có 28,95 km² là diện tích mặt nước. Mật độ dân số là 11,7 người trên mỗi km².
Đô thị này chỉ sử dụng tiếng Phần Lan.